# Солсбери (Масачусетс)
Солсбери (енгл. Salisbury) насељено је место без административног статуса у америчкој савезној држави Масачусетс.

## Демографија
По попису из 2010. године број становника је 4.869, што је 385 (8,6%) становника више него 2000. године.
| Група             | 2000.         | 2010.         |
| Белци             | 4.319 (96,3%) | 4.645 (95,4%) |
| Афроамериканци    | 24 (0,5%)     | 26 (0,5%)     |
| Азијати           | 22 (0,5%)     | 42 (0,9%)     |
| Хиспаноамериканци | 66 (1,5%)     | 76 (1,6%)     |
| Укупно            | 4.484         | 4.869         |